# Eric Grauwde
Eric Grauwde is een Surinaams bestuurder. In de jaren 2010 was hij districtssecretaris van Para en districtscommissaris van Paramaribo-Zuidwest.

## Biografie
Eric Grauwde was begin jaren 2010 districtssecretaris van Para. Tijdens Carifesta XI, dat in 2013 in Suriname werd georganiseerd, was hij voorzitter van de subcommissie van Para. Rond 7 februari 2015 was Grauwde kortstondig in beeld om districtscommissaris (dc) van Para te worden. Zijn benoeming werd vrijwel meteen weer ingetrokken om te voorkomen dat er kort voor de verkiezingen van 2015 een nieuwe dc in het district zou beginnen.
In 2019 werd hij uiteindelijk alsnog benoemd tot dc, met als bestuursgebied Paramaribo-Zuidwest. Hier volgde hij Remi Pollack op die met pensioen ging. Enkele maanden na de verkiezingen van 2020 werd hij opgevolgd door Fulgence Javinde.